# Мамаев, Нурсултан Камбарович
Нурсултан Мамаев (каз. Нұрсұлтан Мамаев; род. 27 июня 1993, Шымкент) — казахстанский тхэквондист, мастер спорта Республики Казахстан международного класса, призёр Азиатских игр.

## Биография
Родился в Шымкенте. Тренер — Бауржан Аманкулов.
Участник и призёр нескольких международных турниров. Серебряный призёр летних юношеских Олимпийских игр 2010 года в Сингапуре. Путёвку на летние Олимпийские игры в Лондоне получил на квалификационном турнире в Бангкоке, где занял 2-е место, однако на Играх 2012 года проиграл уже в предварительном раунде египтянину Тамеру Байюми.